# Scoulton
Scoulton is een civil parish in het bestuurlijke gebied Breckland, in het Engelse graafschap Norfolk met 246 inwoners.